# Аничкин, Виталий Владимирович
Виталян Аничкин (род. 11 ноября 1988 года) — казахстанский легкоатлет, специализирующийся на спортивной ходьбе.

## Биография
На Олимпиаде-2012 в Лондоне на дистанции 50 км был 49-м.
На чемпионате мира 2013 года в Москве на дистанции 20 км был 45-м.